# RM-70
RM-70 (чеш. raketomet vzor 1970 — образец ракетной установки 1970 года) — реактивная система залпового огня (РСЗО) производства Чехословакии. Чехословацкая версия советской РСЗО БМ-21 «Град». По классификации НАТО — М1972.

## История
Разработан в конце 1960-х годов в качестве преемника устаревшей RM-51 и является вариантом БМ-21 «Град». Выпускалась с 1970-х годов в ЧССР. Стоит на вооружении армий вооружённых сил Чехии, Словакии, Польши, ГДР, Ливии, Зимбабве и других государств. С 1983 года устанавливается на шасси автомобиля повышенной проходимости «Tatra» 815. Впоследствии на шасси этой машины был разработан усовершенствованный вариант «KRIZAN», оснащённый 40-ствольным пакетом направляющих от БМ-21 и комплексом средств для дистанционного минирования местности. 

## Конструкция
Система состоит из самоходной пусковой установки, НУРС, системы управления огнём, транспортно-заряжающей машины. Конструктивно представляет собой шасси «Tatra» 815 и артиллерийскую часть БМ-21. Спереди находится кабина экипажа, а в корме — пусковая установка с артиллерийской частью. Благодаря относительно большой длине шасси в средней его части удалось разместить оригинальное гидравлическое устройство для перезаряжания пусковой установки. Артиллерийская часть имеет 40 стволов направляющих ракет. Стрельба ведётся неуправляемыми реактивными снарядами с осколочно-фугасной головной частью М-21ОФ. Стрелять можно как одиночными выстрелами, так и залпом. Возможно также применение всех новых боеприпасов, разработанных в последнее время в России для РСЗО БМ-21. Шасси автомобиля «Tatra» 815 оснащено V-образным 12-цилиндровым дизельным двигателем «Tatra» Т-930-3 мощностью 270 л. с. Основное преимущество RM-70 перед БM-21 заключается в том, что RM-70 оснащён вторым контейнером с 40 ракетами для оперативного перезаряжания

## Дополнительное вооружение
В качестве вспомогательного вооружения на крыше кабины может быть установлен 7,62-мм пулемёт, стрельбу из которого можно вести как по наземным, так и по воздушным целям.

## Варианты
- RM-70 — базовый вариант.Фото Архивная копия от 10 февраля 2009 на Wayback Machine
- RM-70/85 — версия РМ-70, на основе грузовика «Tatra» T815 VPR9 8x8.1R с 265 л. с. двигателем T3-930-51. Боевая масса: 26,1 Т. Иногда называется RM-70M.Фото Архивная копия от 10 февраля 2009 на Wayback Machine
- RM-70/85M — модернизированный автомобиль с новой системой управления огнём и навигационным оборудованием, возможно использовать новый тип ракет с дальностью 36 км. Словакия имеет 50 таких комплексов.Фото Архивная копия от 10 февраля 2009 на Wayback Machine
- RM-70 модифицированный — в декабре 2000 года Министерство обороны Словакии и фирма «Diehl BGT Defence» начали германо-словацкий проект модернизации RM-70. RM-70 модифицированный позволяет запускать либо двадцать восемь 122-мм реактивных снарядов, 227 мм или шесть ракет, которые используются на РСЗО M270. Таким образом, система стала полностью совместимой со стандартами НАТО. Кабина грузовика полностью бронированная. Словацкая Республика подписала контракт на 26 артиллерийских систем с 20 мая 2005 года. RM-70 модифицированный настоящее время предлагается в качестве замены RM-70.Фото Архивная копия от 1 октября 2009 на Wayback Machine
- Vz.92 «Križan» VMZ (чеш. velkokapacitní mobilní zatarasovač) — инженерное транспортное средство, основанное на шасси «Tatra» T815 36,265 с легкобронированной кабиной. Машина поставляется в различных конфигурациях, стандартное вооружение: 40-зарядный реактивный гранатомёт, механическая система установки одного ряда противотанковых мин (PT Mi-U или PT Mi-Ba — III) и двух рядов противопехотных мин (PP Mi-S1).Фото Архивная копия от 10 февраля 2009 на Wayback Machine

- LRSV-122 M-96 «Tajfun» (хорв. samovozni višecijevni lanser raketa) модифицированная версия с 4 по 8 строк запуска трубки на шасси грузовика «Tatra» T813. Как и М-77 Oganj и китайский тип 90А, ракеты-носители и перезарядка осуществляется под раздвижным тентом для защиты и в камуфляже во время поездки. Боевая масса: 23,5 Т. Построено незначительное количество.

- RM-70 Vampire — модернизированная версия, интегрированная на шасси грузового автомобиля «Tatra» T-815-7 с двигателем Tatra T3C V8 мощностью 270 кВт в сочетании с коробкой передач Tatra 10 TS 210 N. Максимальная скорость 90 км/ч с бронированной и защищенной кабиной экипажа[5].

## Страны-эксплуатанты
- Азербайджан — 18 RM-70 Vampire, по состоянию на 2024 год[6]
- Ангола — 40 RM-70, по состоянию на 2024 год[7]
- Греция — 108 RM-70, по состоянию на 2024 год[8]
- Грузия — 18 RM-70, по состоянию на 2024 год[9]
- Зимбабве — 60 RM-70, по состоянию на 2024 год[10]
- Индонезия — 9 RM-70 и 8 RM-70 Vampire, по состоянию на 2024 год[11]
- Камбоджа — 20 RM-70, по состоянию на 2024 год[12]
- Конго, ДР — некоторое количество RM-70, по состоянию на 2024 год[13]
- Нигерия — 7 RM-70, по состоянию на 2024 год[14]
- Польша — 29 RM-70, по состоянию на 2024 год[15]
- Руанда — 5 RM-70, по состоянию на 2024 год[16]
- Словакия — 4 RM-70 и 26 RM-70/85, по состоянию на 2024 год[17]
- Туркменистан — RM-70, по состоянию на 2024 год[18]
- Уганда — 6 RM-70, по состоянию на 2024 год[19]
- Украина — 8 RM-70 Vampire, по состоянию на 2024 год[20], находятся на вооружении 61-й омехбр[4] и 110-й омехбр[21].
- Финляндия — 34 RM-70[22], по состоянию на 2024 год[23]
- Шри-Ланка — 22 RM-70, по состоянию на 2024 год[24]
- Эквадор — 6 RM-70, по состоянию на 2024 год[25]

### Статус неизвестен
- Иран
- Йемен — предположительно 17 RM-70
- КНДР — неизвестное количество M-1993 (собственная копия) и RM-70 (закуплены из бывших стран варшавского Договора)
- Ливия — около 100 RM-70 на вооружении ВС Ливийской Арабской Джамахирии по состоянию на 2010 год[26], до начала Гражданской войны в Ливии
- Мьянма
- Уругвай

### Бывшие
- Болгария
- ГДР — 265 RM-70 и RM-70M; после объединения Германии 36 продано в Финляндию и ряд других стран, остальные доставлены в Грецию на хранение, а позже были приняты на вооружение Греции
- Чехия — 60 RM-70 (списаны к концу 2011 года без замены на новые образцы)

## Боевое применение

### Конфликты на постсоветском пространстве
1. Вторжение России на Украину — применяются украинскими войсками[27][4][28][29].